# نخبوية

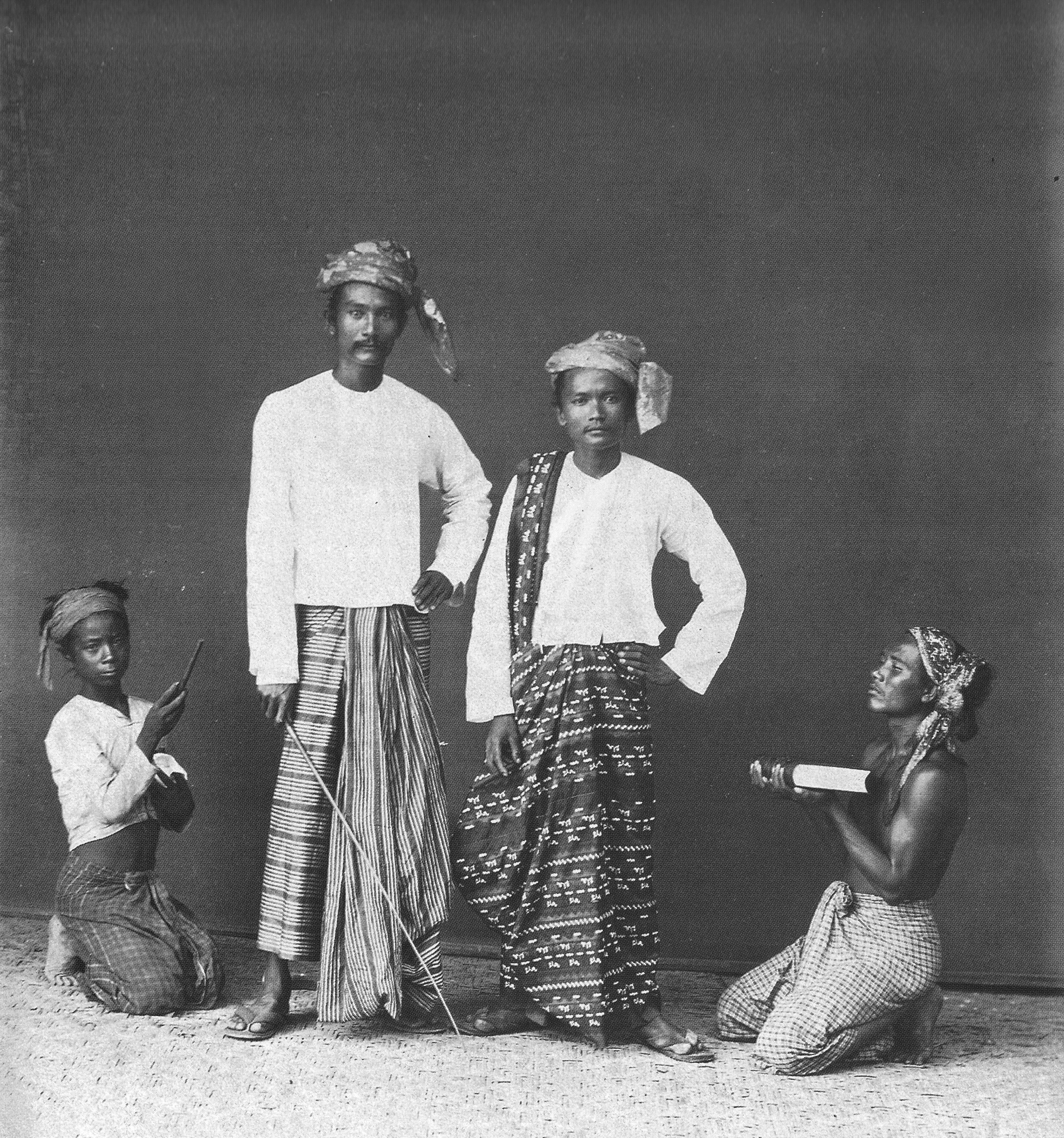

النخبوية هي الاعتقاد أو تبني فكرة أن الأفراد الذين يشكلون نخبة المجتمع (مجموعة معينة من الناس ذوي أصول معينة ومستوى فكر عالي وثروة ومهارات وخبرات مميزة) هم الأكثر احتمالًا وكفاءةً في بناء المجتمع ككل، ولذلك يستحقون نفوذًا أو سلطة أكبر من سلطة الآخرين. غالبًا ما يشيرُ مصطلح النخبوية في الولايات المتحدة الأمريكية إلى تركيز السلطة في المنطقة الشمالية الشرقية وعلى الساحل الغربي حيث تتواجد النخبة الأمريكية النموذجية من الصحفيين والمحامين والأطباء والموظفين المدنيين رفيعي المستوى ورجال الأعمال وأساتذة الجامعات والمستشارين الماليين والتجمعات التكنولوجية وايضا السياسية.
ويمكن استخدام مصطلح النخبوية بدلًا من ذلك لوصف الحالة التي تتركز فيها السلطة في أيدي عدد محدود من الأشخاص. تشمل معارضة النخبوية حركات مثل: معاداة النخبوية والمساواة والشعبوية ونظرية التعددية السياسية.
إنَّ نظرية النخبة هي تحليل يعتمد على علم الاجتماع أو السياسة لتأثير النخبة في المجتمع: يعتبر أصحاب النظريات أن التعددية فكرة مثالية. ترتبط النخبوية ارتباطًا وثيقًا بالتقسيم الطبقي في المجتمع وما يسميه علماء الاجتماع التدرج الاجتماعي، الذي كان يعتمد منذ زمن طويل على الاعتقادات بـ (الدم الأزرق) المتعلقة بوراثة النسب النبيل في تقاليد قبائل الأنجلوسكسونيون. ويعرف أعضاء الطبقات العليا أحيانًا بالنخبة الاجتماعية. كما يُستخدم مصطلح النخبوية في بعض الأحيان للدلالة على الحالات التي تُمنح فيها مجموعة من الأشخاص (الذين يدّعون امتلاك امكانات عالية) امتيازات إضافية على حساب الآخرين. يمكننا وصف هذا النوع من النخبوية على أنه تمييز.

## السمات المُميزة
تختلف السمات التي تحدد طبقة النخبة، وقد لا تكون الإنجازات الشخصية ضرورية. يمكن أن تستند حالة الانتماء للنخبة إلى الإنجازات الشخصية مثل شهادات من جامعات مرموقة أو دورات تدريبية وعروض عمل مثيرة للإعجاب ويمكن أن تعتمد في المجتمعات القديمة على النسب أو الشهرة المتوارثة من الآباء أو الأجداد. يصف مصطلح (النخبة) عادةً شخصًا أو مجموعة من الأشخاص ينتمون إلى الطبقة العليا في المجتمع، ويمكن أن تساهم الثروة في تحديد هذه الطبقة. ونذكر من السمات الشخصية التي يزعم أصحاب النظرية النخبوية أنها من صفات طبقة النخبة ما يلي: دراسة اختصاصية أو تحقيق إنجازات كبيرة في مجال معين، سجل طويل من الكفاءة في مجال مهم، تاريخ طويل من العمل والجهد في اختصاص معين (على سبيل المثال: الطب أو القانون) أو درجة عالية من الإنجازات أو التدريب أو المعرفة في مجال معين. يميل النخبويون إلى تفضيل بعض الأنظمة الاجتماعية مثل حكم الجدارة والتكنوقراطية والبلوتوقراطية أكثر من انظمة الديمقراطية الراديكالية والمساواة السياسية والشعبوية. ويعتقد النخبويون أن عددًا قليلًا فقط من الاشخاص ذوي السلطة يغيرون المجتمع فعلًا بدلًا من الاعتقاد بأن تغيير المجتمع يأتي من قبل غالبية الشعب الذي تنحصر مهمته فقط في التصويت وانتخاب طبقة النخبة إلى السلطة. وبالنسبة للنخبويين فإن الجمهور عاجز تمامًا ولا يمكن إدارته إلا من قبل مجموعة النخبة العليا.
نذكر بعض المرادفات لـ (النخبة) وهي (الطبقة العليا) أو (الأرستقراطية) مما يشير إلى أن الفرد الذي ينتمي لها يملك درجة كبيرة من السيطرة على وسائل الإنتاج في المجتمع. وهذا يشمل الذين يكتسبون هذه المرتبة بسبب مزاياهم الاجتماعية والاقتصادية وليس بسبب إنجازاتهم الشخصية. ومع ذلك تعطي هذه المصطلحات أفكارًا خاطئة عند مناقشة النخبوية كنظرية سياسية، لأنها غالبًا ما ترتبط وتدل على (الطبقة) السيئة وتفشل في إيصال أفكارًا ليست متحيزة وأكثر فهمًا للفلسفة.

## النخبوية الأكاديمية
تعرف النخبوية في مجال التعليم على أنها تركيز الانتباه أو تخصيص التمويل لأفضل الطلاب فقط، أو للطلاب الذين يحتلون المرتبة العليا في مجال معين من مجالات العمل. على سبيل المثال: قد يُتهم السياسيون الذين يدعمون فكرة الصفوف المتقدمة للطلاب الأذكياء جدًا بالنخبوية حتى لو كان ذلك يدعم أهداف المساواة كعلاج الامراض. يمكن أن تستند النخبوية في مجال التعليم على التقييم التقليدي لقدرة التعلم أو المعرفة أو القدرات الأخرى. ويمكن أيضًا أن يشير مصطلح (مدرسة النخبة) لمدرسة الأثرياء أو المدرسة التي يصعب الانضمام لها.

## معاداة النخبوية
يستخدم مصطلح (النخبوية) و (تفضيل النخبوية) في بعض الأحيان من قبل أشخاص ليسوا (أو يدّعون أنهم ليسوا) أعضاء في طبقات النخبة. غالبًا ما تستخدم هذه المصطلحات في السياسية لتهميش آراء السياسيين وإظهار أنها بعيدة كل البعد عن مصالح العامة. المعنى الحقيقي لها هو أن الشخص أو المجموعة التي تُصنّف كطبقة نخبوية تعتقد نفسها أفضل من أي شخص آخر، وتقدم نفسها أمام الآخرين بناء على هذه نتيجة. تعريف النخبوية مشابه لتعريف كلمة (التكبر).
لا يُنظر إلى طبقة النخبة دائمًا على أنها النخبة الحقيقية للمجتمع، بل هي طبقة ذات امتيازات خاصة فقط. قد يملك تعريف النخبوية معانٍ مختلفة اعتمادًا على السياق السياسي المستخدم. وبما أنه يمكن اعتبار النخبوية أمر ضروري لخلق أنماط جيدة من الفاعلية الفكرية أو المهنية، فيمكن استخدامها أيضًا للحفاظ على ظروف قلّة المنافسة واحتكار السلطة.
يعتبر جورج سوريل من أول المناهضين للنخبوية.

## مذهب المساواة
تؤيد النخبوية استبعاد أعداد كبيرة من الناس من مواقع الامتياز أو السلطة. وعلى العكس يسعى الكثير من أنصار الشعبوية إلى تحقيق المساواة الاجتماعية (إن لم تكن موجودة) والشعبوية والاشتراكية والشيوعية. وقد يدعمون أيضًا التمييز الإيجابي والضمان الاجتماعي وفرض ضرائب الرفاهية وفرض الضرائب المتزايدة على أعضاء المجتمع الأغنياء. ان الهدف من وراء كل هذه الإجراءات هو الحد من تباين القوة بين النخبة والعامة. ومع ذلك يمكن النظر إلى هذه الإجراءات على أنها معاداة لمجتمع الجدارة بحيث أنها لا تساعد أو تدعم ذوي القدرة على المنافسة الذين يقدمون جهودًا كبيرة في مجالاتهم.
مصطلحات النخبوية ومجتمع الجدارة ليست متطابقة في المعنى. ويؤكد البروفيسور كينيث بول تان من مدرسة لي كوان يو لسياسات المجتمع أن: «محاولة مجتمع الجدارة لعزل الاشخاص الأكثر كفاءة من خلال معاملة الناس ذوي الاصول المختلفة بشكل متساوٍ يمكن أن تتجاهل المزايا والعيوب الحقيقية الموزعة بشكل غير متساو على شرائح مختلفة من المجتمع غير المتكافئ بطبيعته، وتكرّس هذه الممارسة فعليّا استمرار عدم المساواة، وبهذه الطريقة من الممكن أن يكون الاشخاص الذين تم اختيارهم على أنهم يتمتعون بكفاءة عالية من قبل مجتمع الجدارة قد امتلكوا مزايا إضافية من البداية وتم تجاهلها وفقًا لمبدأ عدم التمييز».